# Abraham Cowley
Abraham Cowley (ur. 1618 w Londynie, zm. 1667 w Chertsey) – poeta angielski zaliczany do grupy Poetów Metafizycznych.

## Życiorys
Abraham Cowley urodził się w Londynie w 1618 roku. Uczył się w szkole w Westminster. Potem studiował w Trinity College Uniwersytetu w Cambridge. W wojnie domowej opowiedział się po stronie rojalistów. Po bitwie na Marston Moor udał się z królową na wygnanie do Francji. Wykonywał misje dyplomatyczne dla króla i królowej. Po restauracji monarchii nie otrzymał jednak żadnych większych gratyfikacji od Karola II Stuarta. Wycofał się wtedy z życia publicznego i poświęcił się pracy literackiej. Zmarł w Chertsey 28 lipca 1667 roku. Został pochowany w Opactwie Westminsterskim, pomiędzy grobami Geoffreya Chaucera i Edmunda Spensera.

## Twórczość
Za najważniejsze, a w każdym razie za najbardziej oryginalne dzieło poety uchodzą Ody pindaryczne (Pindarique Odes, 1656). Cowley inspirował się utworami Edmunda Spensera i Johna Donne'a.
Poeta podjął też próbę stworzenia eposu biblijnego o życiu króla Dawida Davideis, a Sacred Poem of the Troubles of David. In Four Books.